# راي برادي
راي برادي (بالإنجليزية: Ray Brady)‏ (3 يونيو 1937 بدبلن في جمهورية أيرلندا - 15 نوفمبر 2016) هو لاعب كرة قدم أيرلندي في مركز الدفاع. شارك مع منتخب جمهورية أيرلندا لكرة القدم. أما مع النوادي، فقد لعب مع باتريك أتلتيك وكوينز بارك رينجرز ونادي ميلوول وTransport F.C. ‏ وهاستينغز يونايتد وهاستينغز يونايتد ‏.

## وصلات خارجية
- راي برادي على موقع قاعدة بيانات كرة القدم.إي يو (الإنجليزية)
- راي برادي على موقع ناشيونال فوتبول تيمز (الإنجليزية)